# Amata assamensis
Amata assamensis là một loài bướm đêm thuộc phân họ Arctiinae, họ Erebidae.